# A fekete dominó
A fekete dominó (franciául Le Domino noir) Daniel Auber 1841. március 6-án, Párizsban bemutatott háromfelvonásos opéra comique-ja Eugène Scribe librettójára. A premier után a 19. század egyik legnépszerűbb francia operája lett: 1910-ig több mint ezerkétszáz előadást ért meg csak Párizsban.

## Az opera szereplői
| Szereplő                                 | Hangfekvés       |
| ---------------------------------------- | ---------------- |
| Angèle d’Olivares, novícia               | koloratúrszoprán |
| Brigitte de San Lucar, a kísérője, apáca | mezzoszoprán     |
| Horace de Massarena, spanyol nemes       | tenor            |
| Juliano gróf, Horace barátja             | bariton          |
| Jacinthe, Juliano házvezetőnője          | alt              |
| Gil Perez, a zárda gondnoka              | basszus          |
| Ursula, apáca                            | szoprán          |
| La Tourière, laikus nővér                | mezzoszoprán     |
| Lord Elfort, az angol követség attaséja  | basszbariton     |

- Játékidő: 111 perc

## Az opera cselekménye

### I. felvonás
A királynő szokásos, karácsonyesti bálján Horace megismerkedett egy fiatal hölggyel, de még mielőtt sor került volna a maszk levételére, elsodródtak egymástól. Most megint elérkezett a bál ideje, és a fiatal nemes reméli, hogy újra felbukkan egy évvel ezelőtti partnere, aki nem más volt, mint Angèle. A lány feltárja barátnőjének Horace iránt táplált érzelmeit. A bál vége után az apácák lekésik a kolostori kapuzárást, ezért Angèle Juliano lakására menekül.

### II. felvonás
Angèle-t Jacinthe parasztruhába öltözteti, és mint unokahúgát, az Aragóniából látogatóba érkezett Inesillát mutatja be a háziaknak, akik nem akarják elhinni aragóniai származását. A lánynak egy aragón dallal kell bizonyítania származását. Horacio gróf hamar felismeri a lányban tavalyi táncpartnerét. Ezután Gil Perez, a zárda gondnoka toppan be, és udvarolni kezd a házvezetőnőnek. Angèle fátylába burkolódzik, fél a leleplezéstől, ezért igyekszik menekülőre fogni a dolgot. Perez a lefátyolozott alakot kísértetnek nézi és megrémül. Zűrzavar keletkezik, aminek köszönhetően Angèle el tudja lopni a gondnoktól a zárda kulcsait, és távozik. Amikor elrendeződnek a dolgok és a háziak a keresésére indulnak, Jacinthe bevallja, hogy semmi köze sem volt a lányhoz. Egyszerűen megsajnálta, és segített neki elrejtőzni.

### III. felvonás
A zárdában a novícia társainak ecseteli kalandjait, Gil Perezt pedig megbüntetik kicsapongás miatt. Ezután Horace kér kihallgatást a zárdafőnöktől. Azt akarja, hogy oldja fel Lord Elfort lányával kötött eljegyzését, mert mást szeret. Közben a zárda éneke hallatszik. A fiatal nemes felismeri Angèle énekét. Végül az eset a királynőhöz is eljut, aki feloldja Angèle-t a novícia fogadalma alól, azzal a kikötéssel, hogy egy másik fogadalmat tesz helyette: Horace felesége lesz. A fiatalok persze boldognak teljesítik a feltételt.

## Az opera zenéje
Scribe szövegkönyvét áttetsző jellemábrázolás és rokokó cselekménybonyolítást jellemzi. A librettó gyengeségeit a zeneszerző képes volt ellensúlyozni a zenével. A zenét pergő szövegű, Rossinit idéző dallamok, csillogó koloratúrák és dekadens keringők jellemzik. A parodisztikus egyházzenei utalások és imák Hector Berlioz figyelmét is felkeltették. Nagyon valószínű, hogy a Faust elkárhozásának komponálása közben a francia szimfonikus zene nagy mestere Auber szelleme előtt is tisztelget.
A fekete dominó zenei szerkesztése fordulópontot jelentett nemcsak Auber formanyelvében, hanem a francia és az olasz operairodalomban is. Ugyanis ebben a darabban találkozhatunk először parlando szólószámokkal, amik majd Verdi művészetében teljesednek ki igazán. Auber spanyol koloritot is felhasznált a komponáláskor. Valószínűleg ez lehetett az oka annak, hogy az opera spanyol nyelvterületen is igen sokáig népszerű maradt.
Összességében elmondható, hogy a kisebb egyenetlenségek ellenére, sodró lendületű, könnyed hangvételű, szórakoztató művel állunk szemben. A legsikerültebb részlet a harmadik felvonás, melyben a világi és az egyházi hangzásvilág pikánsan cseng össze. A nyitány lendületes, önálló zenekari részként is megállja a helyét, de ezután próza következik. Az egyes énekszámokat prózai dialógusok kötik össze. Ennek köszönhetően az I. felvonásban alig van zene. Ezeket az egyenetlenségeket általában húzással szokták orvosolni. A prózai párbeszédek tetemes húzásával az előadás belefér másfél órába, és a zenei anyagot sem kell megcsonkítani.